# محمد امین عودیه
محمد امین عودیه (عربی: محمد أمين عودية؛ زادهٔ ۶ ژوئن ۱۹۸۷) بازیکن فوتبال اهل الجزایر است.
از باشگاه‌هایی که در آن بازی کرده‌است می‌توان به باشگاه فوتبال القبائل، باشگاه فوتبال شباب بلوزداد، باشگاه فوتبال وفاق سطیف، باشگاه ورزشی زمالک، باشگاه فوتبال دینامو درسدن، باشگاه فوتبال اف‌اس‌وی فرانکفورت، باشگاه فوتبال اتحاد الجزایر، تیم ملی فوتبال الجزایر و باشگاه ورزشی زمالک اشاره کرد.